# STS-85
STS-85 (Space Transportation System-85) var Discoverys 23. rumfærge-mission. Opsendt 7. august 1997 og vendte tilbage den 19. august 1997.

## Besætning
- Curtis Brown (kaptajn)
- Kent Rominger (pilot)
- Jan Davis (Nyttelast-specialist)
- Stephen Robinson (2. missionsspecialist)
- Robert Curbeam (3. missionsspecialist)
- Bjarni Tryggvason (CSA)(Nyttelast-specialist)

## Missionen
- Opsendelse
- Discoverys Cockpit
- Polarlys set fra rummet

Hovedartikler: